# Música de Islandia

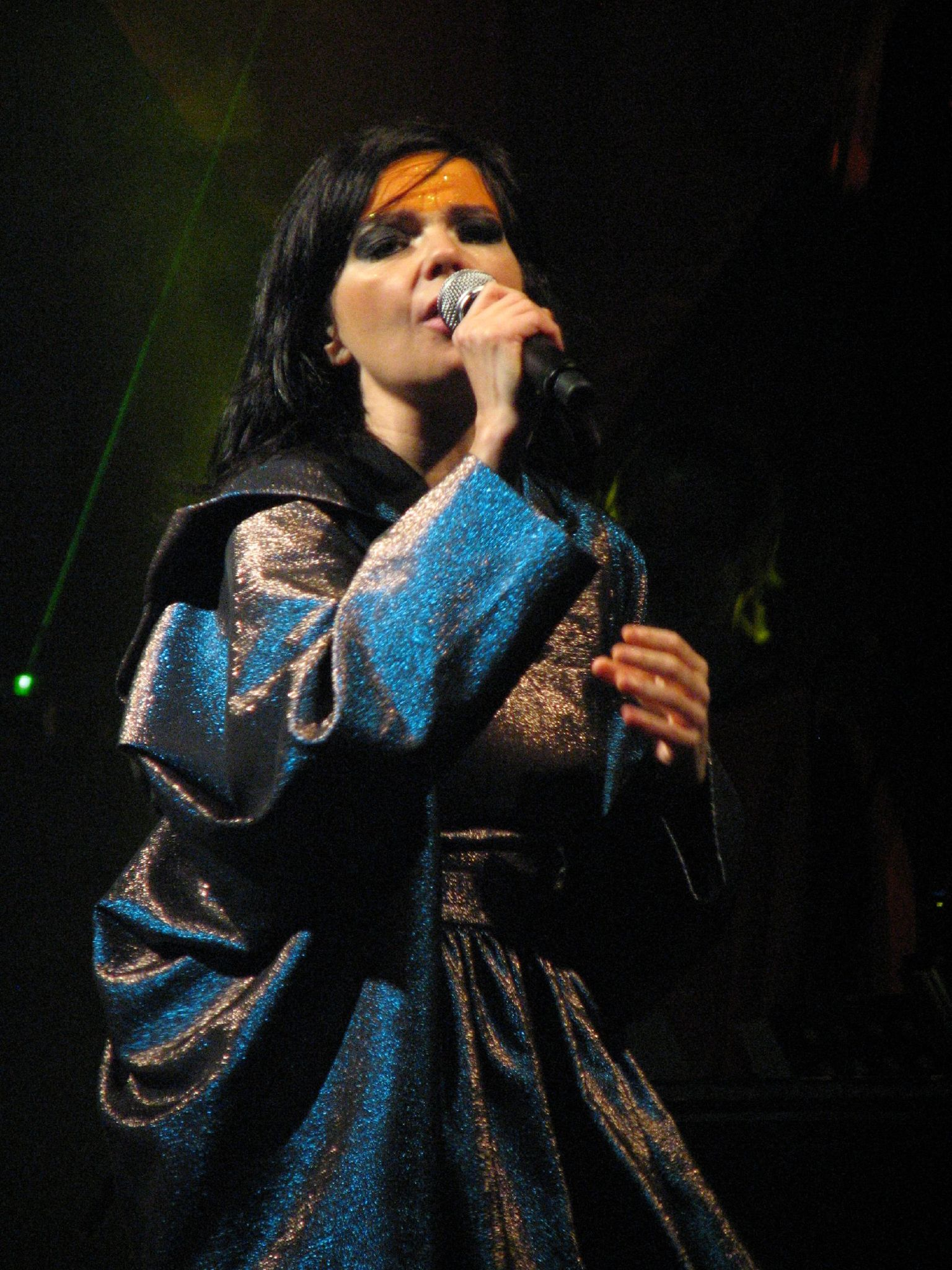
La cantante Björk en 2007.

La música de Islandia comprende las expresiones musicales realizadas por las personas que nacen y viven en la isla europea de Islandia, o por los nacionales de ese país en otros lugares. Los primeros registros de producción musical son del año 1000. En la actualidad, son conocidos a nivel internacional las cantantes Björk y Emilíana Torrini, los grupos Sigur Rós, Of Monsters and Men, Múm y Seabear, y el compositor Jóhann Jóhannsson.

## Primeras referencias
Las primeras referencias musicales de Islandia, datan del año 1000, tras la cristianización de la isla, La antigua Edda era interpretada en un recitativo popular, Los sacerdotes católicos introdujeron la interpretación artística de los cantos eclesiásticos, y después de 1550 se practicó el canto coral protestante. Es característica la ejecución de un núcleo melódico coral con melismática parafraseada, constituido por canciones infantiles y la llamada danza narrativa, así como por poemas heroicos y grandes epopeyas, estas últimas interpretadas por cantantes épicos, que en invierno se desplazaban de una corte a otra. 
Es un hecho destacable la práctica organal (quintas paralelas), hoy en trance de extinción. Este arte armónico sólo lo practicaban los hombres y es el único ejemplo de polifonía islandesa. Los instrumentos folclóricos eran el langspil, provista de trastes (semejante a la cítara de arco langeleik noruega), y la fídula, ambos frotados con arco.

## SigloXX
Durante el romanticismo se originó una música culta islandesa, que se ha desarrollado considerablemente durante el siglo XX, e intenta evolucionar a partir de la realidad folclórica islandesa, pero sin perder por ello la conexión con los avances de la música contemporánea. En este sentido ha sido importante la contribución del director y pianista de origen ruso Vladímir Áshkenazi. 

### Pop y rock

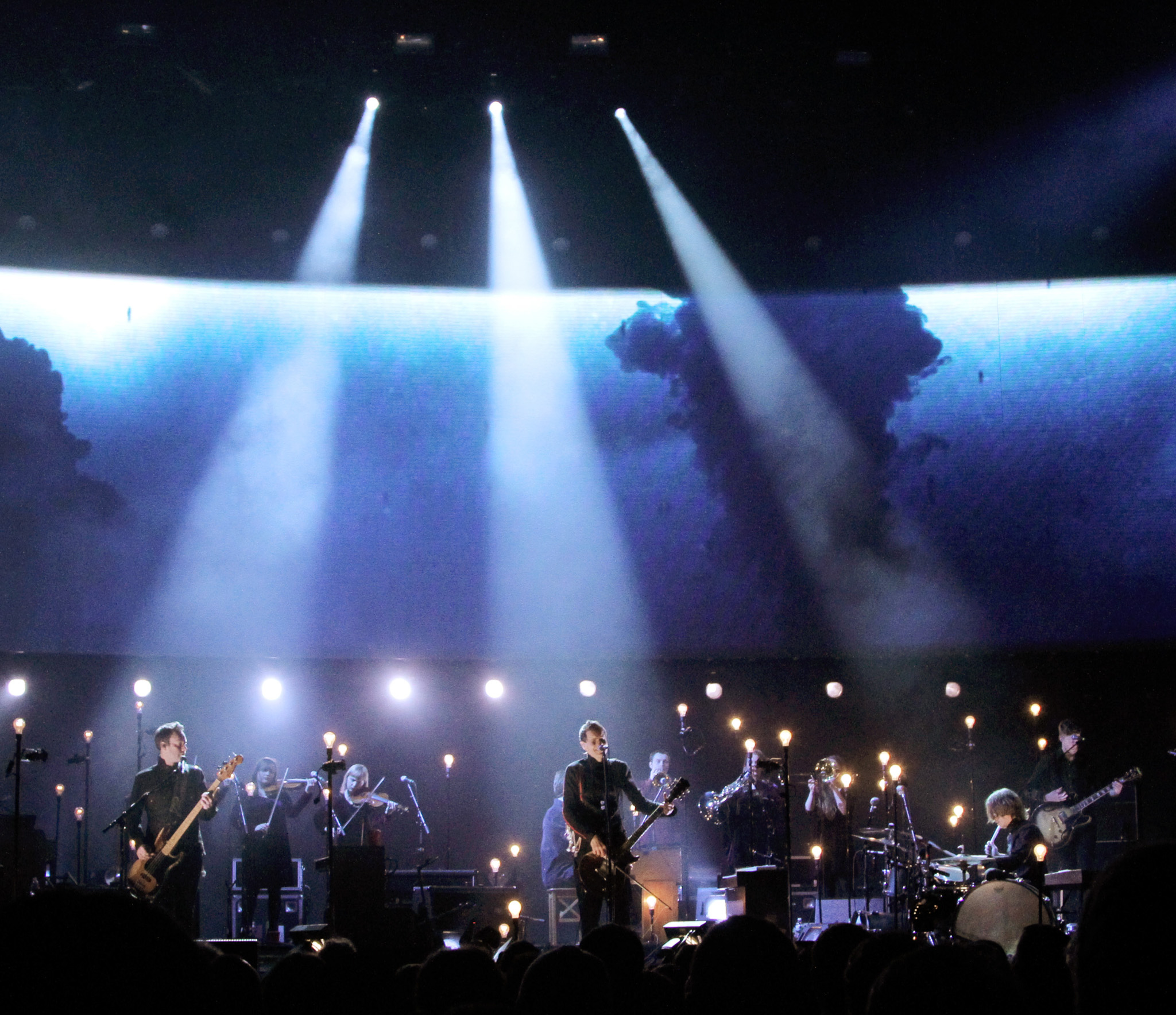
Sigur Ros en concierto.

En la actualidad la cantante Björk es conocida a nivel internacional. Ella fue evolucionando desde los 10 años e hizo conocer la música de Islandia gracias al grupo The Sugarcubes, una banda que combinaba el pop con el rock y el punk. Después que la banda se disolvió, Björk siguió su carrera musical como solista. En la música islandesa también se encuentra Sigur Rós, una de las bandas de rock alternativo y post rock experimental más importantes del mundo. 
Según el sello islandés Record Records el grupo Of Monsters and Men es el más conocido desde Björk y Sigur Rós. Su álbum My Head Is an Animal, y el sencillo «Little Talks» alcanzaron altas posiciones en todo el mundo. En 2013 ganaron el European Border Breakers Awards. En 2014 Ásgeir Trausti hizo otro tanto, lo que le ha abierto las puertas de mercados en Estados Unidos y Europa. La cantante y compositora Emiliana Torrini es a su vez una artista consagrada. Su canción «Jungle Drum» del disco de 2008 Me and Armini fue número uno en Alemania, Austria, Bélgica e Islandia. Su último disco Tookah, de 2013, entró al top 50 en varios países.
Otros artistas con reconocimientos internacional son el grupo de electropop FM Belfast, así como los cantantes y compositores Sóley y Sin Fang, que son los fundadores del grupo Seabear.

### Alternativa, metal y tecno
La banda de metal Solstafir es ampliamente conocida a nivel internacional. Su primer álbum, Í Blóði og Anda, salió al mercado en 2002 en el sello Ars Metalli, pero la discográfica que lo publicó quebró poco después. Han publicado dos álbumes de estudio más, Masterpiece of Bitterness y Köld. La banda instrumental de post rock y de rock alternativo For a Minor Reflection es ampliamente conocida desde que acompañó a Sigur Rós en una gira en 2009. El grupo de tecno house GusGus ha sacado nueve discos de estudio, el último titulado Mexiko y publicado en junio de 2014.

## SigloXXI
En 2011 se inauguró el edificio Harpa en Reikiavik, que alberga la  Orquesta Sinfónica de Islandia y la Ópera Islandesa.
Islandia participa cada año en el Festival de la Canción de Eurovisión desde 1986. Pese a no haber ganado nunca el certamen, es uno de los países que más fielmente sigue el festival, llegando a cuotas de pantalla de prácticamente 100% de seguimiento. Islandia quedó clasificada en segunda posición en 1999 con Selma Björnsdóttir y en 2009 con Yohanna. Algunos de los cantantes y bandas más populares del país han participado en el festival, como Jonsi, Hatari o Daði Freyr. La televisión pública islandesa organiza cada año el festival Söngvakeppnin, compuesto de varias semifinales y final, para elegir a su representante.
En 2021 Netflix estrenó la película Eurovision Song Contest: The Story of Fire Saga rodada parcialmente en Islandia y cuya trama consiste en la participación del país en el festival. Su tema principal obtuvo una nominación al Óscar por mejor canción original ("Husavik"), siendo la primera canción con letra en islandés en ser nominada por la academia de cine estadounidense.